# Geirleifur Hráppsson
Geirleifur Hrappsson (n. 915) fue un explorador vikingo y uno de los primeros colonos de Hörgárdal, Eyjafjörður en Islandia. Su figura histórica aparece en la saga de Grettir. Era hermano de Grenjáður Hráppsson, ambos hijos del explorador noruego Hráppur (n. 885) también colono en Hagi, Vestur-Barðastrandarsýsla. Las sagas le imputan la paternidad de un hijo, Björn augði Geirleifsson (n. 945).